# Спортивная (станция метро, Санкт-Петербург)
«Спорти́вная» — станция Петербургского метрополитена. Входит в состав Фрунзенско-Приморской линии, расположена между станциями «Адмиралтейская» и «Чкаловская». До ввода в эксплуатацию участка «Достоевская» — «Спасская» 7 марта 2009 года эксплуатировалась в составе Правобережной линии. Является первой в мире односводчатой двухъярусной станцией глубокого заложения (64 м). В перспективе на ней планируется кросс-платформенная пересадка на обоих ярусах на поезда Кольцевой линии.
Станция открыта 15 сентября 1997 года в составе участка «Садовая» — «Чкаловская». Название связано с близостью двух крупных спортивных объектов — стадиона «Петровский» и дворца спорта «Юбилейный». В проекте станция носила название «Тучков мост».
27 мая 2015 года был введён в эксплуатацию второй выход со «Спортивной», расположенный на Васильевском острове, по другую сторону Тучкова моста. Второй вестибюль соединен со станцией 300-метровым подземным пассажирским тоннелем, снабжённым уникальным для Петербургского метрополитена траволатором.

## Вестибюли
Станция имеет два вестибюля — северный и южный.

### Северный вестибюль
Северный вестибюль открыт вместе со станцией 15 сентября 1997 года. Вестибюль является подземным, находится на территории муниципального округа «Введенский» на Петроградской стороне, вход в него осуществляется через подземный переход с увеличенным холлом. Выходы из перехода ведут на Большой проспект Петроградской стороны и проспект Добролюбова. В наклонном ходе четыре эскалатора.
Оформление первого вестибюля посвящено спортивной тематике.
Над наклонным ходом расположено мозаичное панно «Олимпийский огонь» работы художника Александра Быстрова, оно композиционно перекликается с медальонами на стенах.
Мозаичные композиции сомасштабны кессонированному подсвеченному потолку и дополнены боковыми «греческими» светильниками, которые освещают потолок над эскалаторами.
Над турникетами и кассами использован тот же приём, что и на станции «Гражданский проспект»: подвесной потолок выполнен в виде металлической решётки, и при подсветке потолка создаётся иллюзия окна в небо. Балконы по обе стороны от эскалаторного подъёма освещены металлическими светильниками.

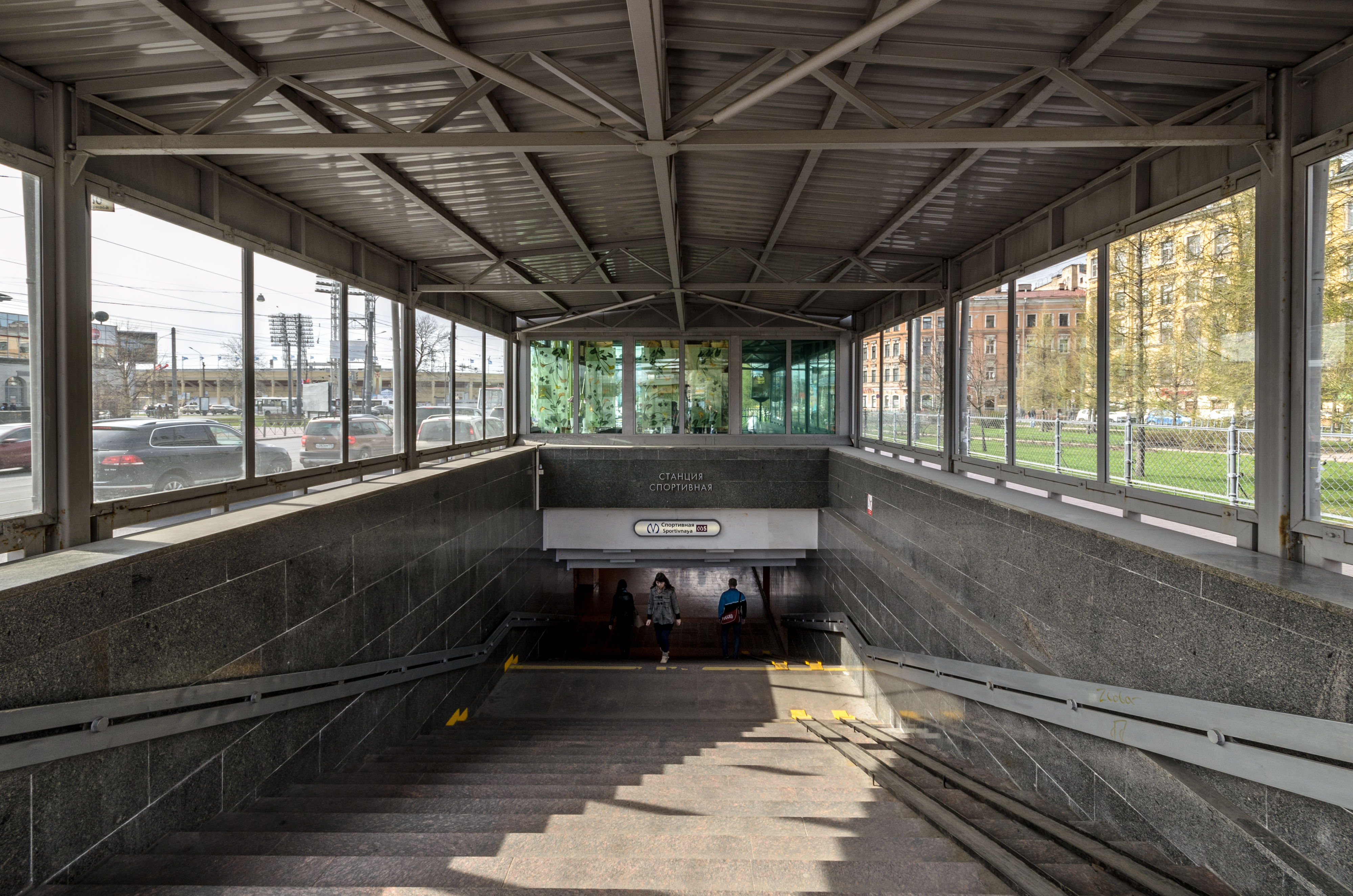
Спуск к северному вестибюлю с пр. Добролюбова
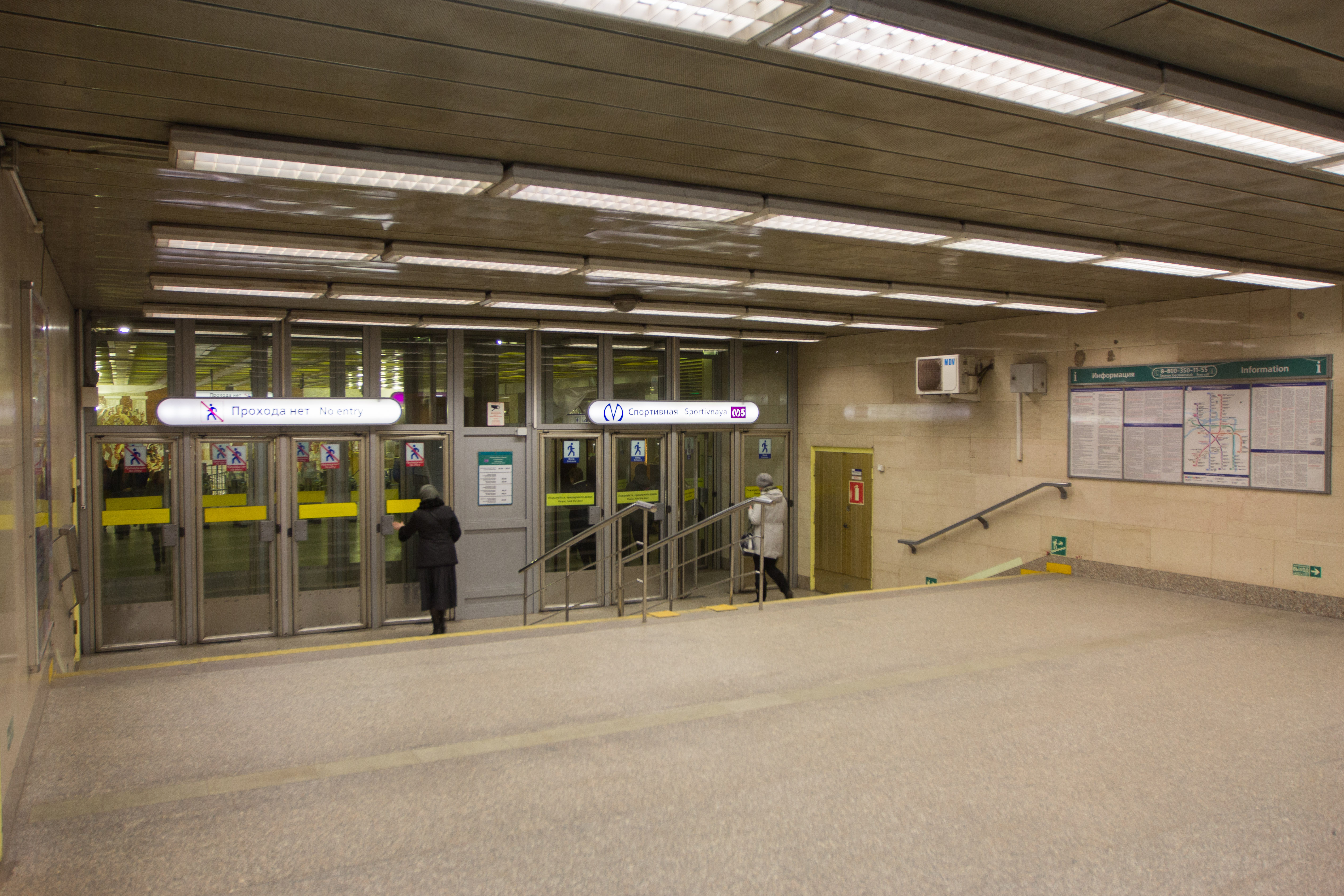
Вход в турникетный зал из подземного перехода
Эскалаторный спуск

### Южный вестибюль
Строительство южного вестибюля началось в 2013 году, а торжественное открытие состоялось в День Города — 27 мая 2015 года. Второй вестибюль также является подземным, он расположен на Васильевском острове, на пересечении набережной Макарова и Кадетской и 1-й линий. Выходы, соединённые с подземным вестибюлем, находятся на разных сторонах предмостной площади.
«Малые» выходы, расположенные по обе стороны Тучкова моста, выполнены в виде обычных лестничных спусков. Два «больших» основных выхода, расположенные на набережной Макарова и Кадетской и 1-й линиях, имеют остеклённый павильон, а также снабжены дверными группами и малыми эскалаторами для спуска в подземный переход.
Оформление вестибюля продолжает спортивную тематику. Стена аванзала украшена композицией-барельефом абстрактного стиля, состоящим из девяти сортов мрамора. Пространство над наклонным ходом венчает стандартное для новых станций Петербургского метрополитена мозаичное панно работы мастерской А. К. Быстрова, изображающее олимпийских богов. Наклонный ход содержит четыре эскалатора.
Выход расположен в южном торце нижнего яруса. Для облегчения передвижения пассажиров тоннель под Малой Невой оснащается траволаторами (два участка по три траволатора). Это первый подобный опыт в Петербургском метрополитене.
|                                                         |                             |                 |                    |                       |
| Павильон южного входа у 1-й линии Васильевского острова | Вход из подземного перехода | Турникетный зал | Эскалаторный спуск | Траволаторный тоннель |

Строительство этого вестибюля связано, в том числе, с задачей перераспределения между ближайшими друг к другу станциями разных линий метрополитена многолетнего избыточного (по сравнению с её пропускной способностью в часы пик) пассажиропотока соседней станции «Василеостровская» и давно откладывавшегося закрытия на капитальный ремонт её вестибюля.
В декабре 2010 г. на месте строительства перехода производилась перекладка инженерных сетей.
В конце апреля 2012 г. началось обустройство строительных площадок возле Тучкова моста со стороны набережной Макарова, в июне 2012 г. на Петроградской стороне между действующей станцией и Тучковым мостом началось возведение верхнего строения шахты.
Открытие вестибюля планировалось на 2014 год; этот срок был подтверждён в декабре 2010 года; затем неоднократно переносился: сначала на лето 2015 года, потом на декабрь. В итоге было принято решение открыть станцию ко дню города, в мае 2015 года.
В феврале 2015 завершились работы по монтажу мозаичного панно в кассовом зале второго выхода станции «Спортивная» и начались испытания траволаторов, которые проложены от второго выхода станции «Спортивная» под рекой Малой Невой. На начало 2015 года все элементы объекта были выполнены в общих конструкциях, эскалаторное оборудование смонтировано на 90 % и проходило пусконаладку. Также в активной фазе находились отделочные работы. Выход открылся в День города, 27 мая 2015 года.
В первый день работы вестибюля траволаторы несколько раз останавливались.

## Перронные залы
«Спортивная» — двухъярусная пересадочная односводчатая станция глубокого заложения (глубина — 64 м по УГР). Подобная конструкция станции применена впервые на территории бывшего СССР и в мире. Проект станции выполнен специалистами ОАО «Ленметрогипротранс» — архитекторами А. С. Константиновым и В. С. Волонсевич при участии О. А. Кузнецова, а также конструктором Н. И. Кулагиным.
Архитектура станции продолжает традиции метрополитена первой очереди, представляя собой синтез монументальной живописи, скульптуры и архитектуры.
В торцевой стене верхнего яруса станции также расположен текст «Оды Спорту» Пьера де Кубертена. Также имеются вставки на путевых стенах нижнего яруса, отражающие олимпийскую тематику времён античности.
Нижний и верхний ярусы соединяются между собой малыми эскалаторами с высотой подъёма 6,6 м, объединёнными в две группы по три эскалатора. До открытия второго (южного) выхода из-за низкого пассажиропотока работала только одна группа — ближняя к выходу, дальняя группа использовалась только при проведении ремонтных работ на первой.
Над путями верхнего яруса установлены навесные светильники, имитирующие олимпийские факелы.
На путевых стенах повторяется название станции, выполненное из анодированного металла. В торце нижнего яруса расположен вход в пешеходный тоннель, ведущий ко второму выходу со станции — на Васильевский остров.
Изначальный проект станции окончательно исполнен не был. В проекте предлагалось разместить на светильниках-торшерах три скульптурных навершия — античные фигуры, выполненные методом гальваники или выколотки из меди, но скульптуры на светильниках так и не были установлены. По замыслу архитекторов, в сочетании с мозаичным панно и вставками они придали бы станции определённую уникальность и способствовали ансамблевому восприятию всего комплекса, интерьер которого пропагандирует здоровый образ жизни.
Авторам не удалось убедить дирекцию строящегося Петербургского метрополитена в целесообразности установки скульптур.
|                   |                   |                              |                          |                            |
| Первый нижний зал | Второй нижний зал | Мозаичное панно нижнего зала | Группа малых эскалаторов | Вид наверх с нижнего яруса |

### Конструкция станции
Станция имеет два наклонных хода. Первый выход, на Петроградскую сторону, расположен в северном торце верхнего яруса станции; выход содержит четыре эскалатора; в 2015 году светильники наклонного хода были заменены со «световых столбиков» на «факелы». Второй выход расположен в южном торце нижнего яруса станции и ведёт на Васильевский остров. Этот выход последовательно содержит два траволаторных марша (по 3 траволатора в каждом) и один эскалаторный марш с четырьмя эскалаторами.

Конструкция станции

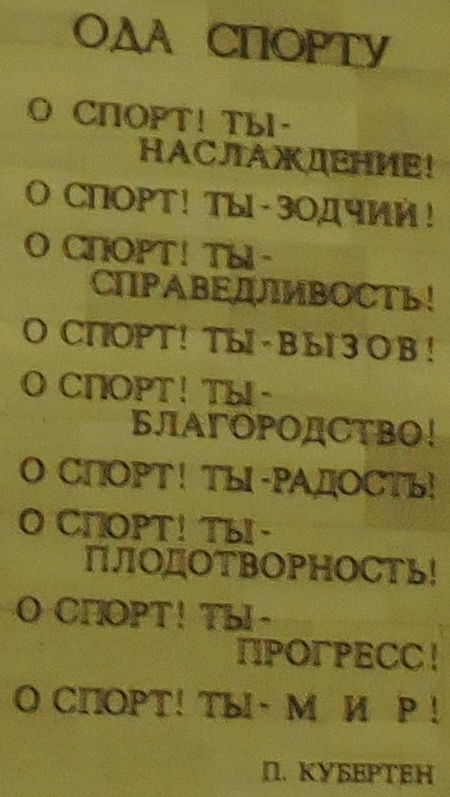
Пьер де Кубертен
Ода спорту

В поперечном сечении конструкция станции состоит из сборного железобетонного многошарнирного свода, опирающегося на массивные опоры, забетонированные внутри круглых тоннелей диаметром 9,8 м. В нижней части сечения сооружён обратный свод, служащий одновременно распоркой для боковых опор. Станционные залы разделены междуэтажным перекрытием, опирающимся на систему колонн и прогонов. Конструктивная часть базируется на опыте сооружения односводчатых станций со сборными железобетонными сводами, обжатыми в породу. Радиус верхнего свода — 11,2 м, обратного — 15 м.
Конструкция узла сочетает все преимущества односводчатых станций глубокого заложения, позволяющих значительно уменьшить её воздействие на природный массив грунта. Благодаря компактности конструкции узел занимает минимум подземного пространства, затраты на его содержание также минимальны. Но такая конструкция очень чувствительна к вибрациям, поэтому пришлось уложить путь на гравийную подушку,
по причине чего на станции нет лотков на путях — это единственная станция глубокого заложения с такой особенностью в Петербургском метрополитене.

## Эксплуатация
В процессе эксплуатации станции проводились работы, которые изменяли внешний вид станции:
- Летом 2007 года входы на станцию были переоформлены: над выходами из подземного перехода станции проведён монтаж крыши.
- Летом 2010 года на верхнем ярусе началась замена ртутных белых ламп на оранжевые натриевые.

До 2017 года станция регулярно закрывалась на вход во время проведения на расположенном поблизости стадионе «Петровский» футбольных матчей «Зенита».
Станция изначально была построена в конфигурации, рассчитанной на кросс-платформенную пересадку, но долгое время используется только на одной линии, на каждом из ярусов задействован только один путь, у юго-восточной стороны платформы: на нижнем ярусе для поездов южного направления, а на верхнем — северного.
Из-за отсутствия финансирования строительство Кольцевой линии отодвинулось на неопределённый срок.
В связи с этим произошло замораживание капиталовложений, связанных с возведением той части объединённой конструкции станции, которая предназначена для обслуживания этой линии.
В ходе строительства станции были пройдены тоннели для перспективной Кольцевой линии в каждую сторону по 200—300 метров. Ныне они законсервированы и находятся на балансе «Метростроя». Первое время после открытия станции решёток на входах в эти тоннели не было. Они были установлены из-за участившихся случаев несанкционированного проникновения в тоннели посторонних лиц (диггеров).

## Строительство
Строительство первой в России двухъярусной пересадочной станции выполнялось как экспериментальное с научным сопровождением. Первоначальный план стройки предусматривал ввод её в эксплуатацию в конце 1992 года при начале работ в январе 1988 года (то есть общий срок строительства составил бы 5 лет). Но основная часть работ пришлась на постперестроечное время, когда проводились спешные экономические реформы, и из-за этого станция была введена в эксплуатацию 15 сентября 1997 года, через 9,5 лет.
Основные этапы строительства:
- Проходка двух стволов, подходных тоннелей, нижних вентузлов, участков перегонных тоннелей, граничащих со станцией: январь 1988 г. — февраль 1989 г.
- Проходка опорных тоннелей диаметром 9,8 м: март 1989 г. — июнь 1990 г.
- Бетонирование опор в переставной опалубке: сентябрь 1989 г. — март 1991 г.
- Сооружение криволинейной штольни, монтаж укладчика и проходка калоттной прорези с монтажом верхнего свода: март 1990 г. — май 1991 г.
- Разработка породного ядра уступами с монтажом обратного свода: январь 1992 г. — январь 1993 г.
- Сооружение жёсткого основания нижнего яруса: сентябрь 1992 г. — октябрь 1993 г.
- Сооружение торцевой стены у эскалаторного тоннеля: август 1990 г. — июль 1992 г.
- Сооружение монолитной поперечной камеры: декабрь 1990 г. — февраль 1993 г.
- Сооружение натяжной: сентябрь 1992 г. — февраль 1994 г.
- Проходка эскалаторного тоннеля: октябрь 1992 г. — март 1994 г.
- Монтаж и бетонирование внутренних конструкций, водозащитных зонтов верхнего яруса, общестроительные, монтажные, отделочные, путевые работы: январь 1993 г. — декабрь 1995 г.
- 2010—2015 годы. Подготовка участка с выносом инженерных сетей и сооружение пассажирского тоннеля на Васильевский остров с вестибюлем «Спортивная-2». 27 мая 2015 года введён[22] в эксплуатацию 300-метровый пассажирский тоннель, ведущий на Васильевский остров, а также второй вестибюль на пересечении набережной Макарова с Кадетской и Первой линиями Васильевского острова.

## Наземный транспорт

### Автобусные маршруты
| №   | Пересадки | Конечный пункт 1    | Конечный пункт 2             |
| --- | --- | ------------------- | ---------------------------- |
| 1   | Приморская Горный институт Василеостровская Чкаловская Петроградская Чёрная речка | Наличная улица      | Новосибирская улица          |
| 10  | Крестовский остров Петроградская Адмиралтейская | Крестовский остров  | Балтийская Балтийский вокзал |
| 128 | Приморская Горный институт Василеостровская Петроградская | Наличная улица      | Аптекарская набережная       |
| 191 | Чкаловская Адмиралтейская Невский проспект Гостиный двор Площадь Восстания Маяковская Московский вокзал Площадь Александра Невского Новочеркасская Проспект Большевиков Улица Дыбенко | Петроградская       | река Оккервиль               |
| 227 | Крестовский остров Петроградская Чёрная речка Новая Деревня Пионерская | Крестовский остров  | Арцеуловская аллея           |
| 230 | Выборгская Петроградская Василеостровская Приморская | Пискарёвка          | Уральская улица              |
| 249 | Пискарёвка Лесная Петроградская Василеостровская | Ручьи               | Приморская                   |
| 275 | Проспект Просвещения Политехническая Площадь Мужества Лесная Петроградская | Улица Жени Егоровой | Василеостровская             |

### Трамвайные маршруты
| №  | Пересадки | Конечный пункт 1                 | Конечный пункт 2                  |
| -- | --- | -------------------------------- | --------------------------------- |
| 6  | Приморская Василеостровская Горьковская                                                                          | улица Кораблестроителей          | Площадь Ленина Финляндский вокзал |
| 40 | Горный институт Василеостровская Горьковская Петроградская Чёрная речка Ланская Площадь Мужества Политехническая | Детская улица                    | Тихорецкий проспект               |
| Т1 | Василеостровская Горьковская Площадь Ленина Финляндский вокзал                                                   | Средний проспект В.О., Музей ГЭТ | Инженерная улица                  |

### Троллейбусные маршруты
| №  | Пересадки | Конечный пункт 1           | Конечный пункт 2               |
| -- | --- | -------------------------- | ------------------------------ |
| 1  | Новочеркасская Площадь Александра Невского Площадь Восстания Маяковская Московский вокзал Невский проспект Гостиный двор Адмиралтейская | Улица Маршала Тухачевского | Ординарная улица Петроградская |
| 7  | Адмиралтейская Невский проспект Гостиный двор Площадь Восстания Маяковская Московский вокзал Новочеркасская                             | Петровская площадь         | Таллинская улица               |
| 9  | Приморская | улица Кораблестроителей    | Петроградская                  |
| 31 | Академическая Лесная Петроградская | Северный проспект          | Спортивная                     |

## Перспективы
Планы строительства Кольцевой линии постоянно меняются; в «Программе развития метрополитена до 2025 года», утверждённой 28 июня 2011 года на заседании правительства Санкт-Петербурга, сроки запуска линии вообще не обозначены. Тем не менее, в 2018 году начались предпроектные работы по Кольцевой линии метрополитена.

## Окрестности станции
Станция находится на Петроградской стороне, у берега Малой Невы. В Петроградском районе она выходит в зону озеленения.

### Тучков буян
Изначально низменная местность с возникшими в XVIII веке островными складами («буянами») на ныне объединённом с Петроградским островом Ватном острове имела название Мокруши. На берегу Малой Невы сохранилось массивное здание построенного А. Ринальди пенькового склада — Тучкова буяна, считавшегося в народе дворцом Бирона — фаворита российской императрицы Анны Иоанновны. В последние годы до реорганизации в здании размещался Ракетно-космический кадетский корпус, связанный с расположенной в нескольких кварталах Военно-космической инженерной академией имени А. Ф. Можайского, исторически размещённой в зданиях дореволюционного Второго кадетского корпуса.

### Проспект Добролюбова и улица Блохина
Широкая зелёная зона проспекта и улицы идет от метро на восток. Восточный конец проспекта ведёт направо к площади Академика Лихачёва перед Биржевым мостом, соединяющим Петроградскую сторону с архитектурным ансамблем Стрелки Васильевского острова.

Неформальной достопримечательностью стала расположенная на улице Блохина котельная «Камчатка», связанная с историей неофициальной стадии существования ленинградского и, шире, русского рока. В честь работавшего в ней основателя группы «Кино» Виктора Цоя во втором десятилетии XXI века назван расположенный неподалёку сквер.

### Петровский остров
Тучков мост соединяет берега Малой Невы Петроградского и Васильевского островов, а от его северного продолжения — дамбы Тучкова моста начинается русло рукава Малой Невы, реки Ждановка.
Эти две реки омывают с двух сторон Петровский остров, на котором сохранилась часть Петровского парка с прудами. Там, где на западе острова стоял несохранившийся дворец Петра I, образовалась площадь с расположенным на ней Домом ветеранов сцены, основанным актрисой М. Г. Савиной и её мужем, театральным деятелем XIX века А. Е. Молчановым.

### Спортивные и концертные площадки
На восточной оконечности Петровского острова расположены построенный в первые десятилетия Советской власти стадион «Петровский», изначально носивший имя В. И. Ленина, и малая арена стадиона.
С востока от станции расположено более новое спортивное и культурно-досуговое сооружение — ледовый Дворец спорта «Юбилейный», построенный в 1960-е годы к юбилею Советского государства.

### Князь-Владимирский собор
На Петроградской стороне в окружении Успенского и Князь-Владимирского скверов находится местная высотная архитектурная доминанта — православный Князь-Владимирский собор и его часовня.

### Проект «Набережная Европы»
Неподалёку от «Спортивной» располагались корпуса Государственного института прикладной химии (ГИПХ). Выходившие на проспект корпуса ГИПХа архитектурно представляли собой административные здания второй половины XX века, а на Малую Неву были обращены корпуса бывшего Казённого винокуренного завода XIX века, построенные в характерном для петербургской промышленной архитектуры кирпичном стиле. На месте ГИПХа планируется реализация комплексного градостроительного проекта, названного «Набережная Европы». Ранее планировалось перенести сюда Верховный суд РФ, учреждения по обслуживанию его судей, а также Дворец танца Бориса Эйфмана. Текущий проект, одобренный властями города и президентом, предполагает создание парковой зоны, где Дворец танца будет соседствовать с другими арт-объектами.